# Deszk
Deszk – wieś i gmina położona w południowej części Węgier, w powiecie Segedyn, wchodzącego w skład komitatu Csongrád.

## Współpraca
Miejscowość partnerska:
- Ninove, Belgia